# 노르베르트 베버

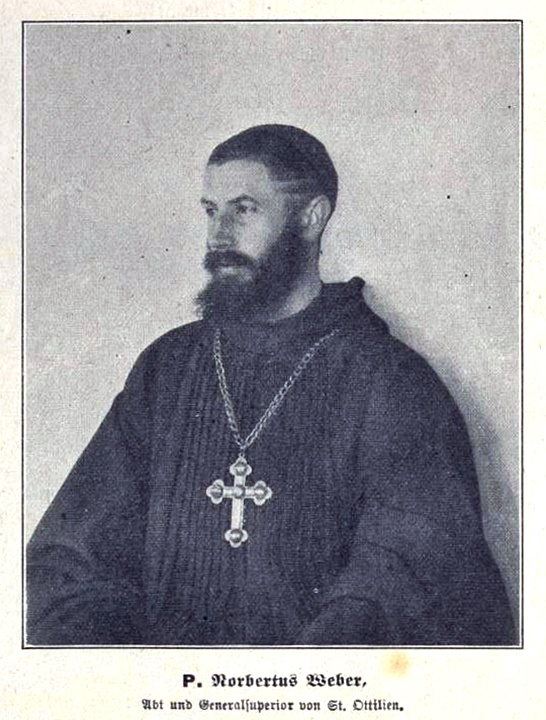
노르베르트 베버

노르베르트 베버(Norbert Weber, 1870년 12월 20일~ 1956년 4월 3일)는 독일의 신부이다. 독일 성 베네딕도회 상트 오틸리엔 수도원 총아빠스(라틴어: Archiabbas)로 선출되었다. 한국에 두 명의 선교사를 파견하여 최초의 남자 수도원인 베네딕도회를 시작하였다.

## 생애
독일에서 출생.1895년 사제서품을 받았다. 1896년 수도서원을 하였으며, 1902년 총아빠스(라틴어: Archiabbas)로 선출되고, 1931년 총아빠스(라틴어: Archiabbas)직을 사임한 뒤에는 관할 선교지인 동(東)아프리카에서 은퇴생활을 하다가 1956년 사망하였다.

## 조선에서의 활동
1908년 조선 교구장 귀스타브샤를마리 뮈텔 주교의 요청을 받고 조선에 2명의 선교사들을 처음으로 파견하기 시작하였으며 수도원을 세우고 교육사업에 종사하게 하였다. 1911년과 1925년에 조선을 직접 방문하고 조선의 전통문화를 사진과 그림 등으로 자료를 만들어 저서를 남기기도 하였다. 1925년 재입국 당시 베네딕도회 선교사들의 관할지역은 함경남북도와 북간도에 이르렀다. 선교활동 중 조선의 풍습과 민속적 토속신앙과 불교 등을 소개한 기록영화를 제작하기도 하였다.
1911년 처음 조선을 방문했을 때 1년 전 처형된 안중근 의사의 청계동 본당과 유가족들을 찾아가기도 하였다. 베버 신부는 안중근 의사 소식을 듣고 직접 황해도 신천군에 있는 안 의사의 본가를 찾아갔다. 거기서 안 의사의 유가족인 삼촌과 숙모, 사촌들의 모습을 찍은 사진을 남겼다. 그는 일본에 나라를 빼앗긴 조선의 운명과 한국의 고유한 문화가 일본의 물질주의에 속절없이 점령당하는 현실을 가슴아파했던 것이다. 그가 고국으로 돌아갈 때 심정을 기록하여 "사라져가는 이 나라를 향해 우리는 애써 대한만세라고 작별인사를 보낸다"라고 하였다.

## 저서
- 《고요한 아침의 나라》(Im Lande der Morgenstille, 1915)
- 《금강산》(In den Diamantenbergen Koreas, 1927)

## 기록영화
- 《고요한 아침의 나라에서》(Im Lande der Morgenstille, 1927)

## 같이 보기
- 성 베네딕도회 왜관 수도원
- 베네딕도회
- 상트 오틸리엔 연합회 (Congregatio Ottiliensis), 1884년 설립, 24개 수도원, 회원수 1045명(성직자 349명), 총원 소재지: 독일;[2]